# Empoascanara regularis
Empoascanara regularis är en insektsart som beskrevs av Irena Dworakowska 1980. Empoascanara regularis ingår i släktet Empoascanara och familjen dvärgstritar. Inga underarter finns listade i Catalogue of Life.